# Zakariás Sándor
Teleki Zakariás Sándor (Fehérgyarmat (Szatmár megye), 1870. július 8. – Kassa, 1957. október 27.) a kassai jelzálogbank pénztárnoka, történész, író, könyvkereskedő.

## Élete
A gimnáziumot Szatmárt a római katolikus főgimnáziumban, a kereskedelmi szakoktatást Kolozsvárt végezte. Ugyanitt és Szegeden hosszú ideig mint pénztárnok és könyvelő működött.
Munkatársa volt három évig a Rupp, majd a Gaal Mózes által szerkesztett Tanulók Lapjának, a Deákok Lapjának; több cikke jelent meg az Új Időkben és az Endrődi Virágfakadásában.

## Munkái
- Regék a drágakövekről. Kassa, 1903.
- Várregék . . . I. kötet. Kassa, 1904.
- Bélavár. Történelmi rege 3 énekben. Bpest, (1905.).
- A Vág eredete. Magyar rege-ábránd öt énekben. Bpest, (1905.)
- Bodókő. Történelmi rege két énekben. Bpest, 1906. (Daliás Idők I.).
- Holcvár. Történelmi rege. Kassa, 1907. (Daliás Idők II.).
- Sóvár. Történelmi rege két énekben. Kassa, 1907. (Daliás Idők III.)
- Művészettörténelmi tanulmányok. Kassa, 1908.
- Virágregék II. kötet. Negyven magyar rege. Kassa, 1908.
- Bolyongások Olaszországban. Kassa 1909.